# Suore missionarie della Società di Maria
Le Suore Missionarie della Società di Maria sono un istituto religioso femminile di diritto pontificio: i membri di questa congregazione pospongono al loro nome la sigla S.M.S.M.

## Storia
La fondatrice della congregazione è considerata Marie-Françoise Perroton (1796-1873): dopo aver letto un appello pubblicato su Annales de la Propagation de la Foi da alcune abitanti dell'isola di Wallis che chiedevano insegnanti per le donne, nel 1845 la Perroton lasciò Lione e partì per l'Oceania, dove operò da sola per dodici anni, senza ricevere molto aiuto dal vescovo Pierre Bataillon. Intanto, a opera di padre Julien Favre, superiore generale della Società di Maria, vennero reclutate altre candidate alla vita religiosa desiderose di recarsi in terra di missione: le prime tre missionarie raggiunsero la Perroton nel 1857. Altre 7 religiose arrivarono nel 1862. Le 11 suore, chiamate le "pioniere", formarono allora piccole comunità a Wallis e Futuna, in Nuova Caledonia e poi a Samoa.
Le missionarie andarono a costituire il Terz'ordine regolare di Maria (TORM) e per loro nel 1881 venne aperto un noviziato sia a Saint-Brieuc (poi trasferito a Sainte-Foy-lès-Lyon), sia a Wallis. La congregazione si estese nel Pacifico a poco a poco alle Figi, alle Tonga, alle Isole Salomone e alle Nuove Ebridi.
Furono formati quattro gruppi di suore, riconosciute dalla chiesa cattolica come congregazioni diocesane (autonome):
- Les Petites Filles de Marie: in Nuova Caledonia e Nuove Ebridi.
- Les Sœurs de Notre Dame de Nazareth: nelle Figi, Tonga, Samoa e negli Stati Uniti.
- La Congrégation des Sœurs de Nazareth: a Bougainville in Papua Nuova Guinea.
- Les Filles de Marie Immaculée: nelle Isole Salomone del Sud.[4]

Nel 1926 la compagnia passò alle dipendenze della congregazione de Propaganda Fide e il 30 dicembre 1931 la società adottò il nuovo titolo e venne approvata come congregazione di diritto pontificio.
Dopo questa approvazione, la congregazione si estende all'infuori del Pacifico ancora alla Giamaica, all'Algeria, al Senegal, alla Mauritania, al Burundi, al Rwanda, al Bangladesh, al Madagascar, alle Filippine, alla Germania, alla Tanzania e di recente al Regno Unito.

## Attività e diffusione
Le suore della congregazione si dedicano essenzialmente all'apostolato missionario, soprattutto a favore delle donne.
Sono presenti in Europa (Francia, Germania, Italia), in Africa (Algeria, Burundi, Madagascar, Mauritania, Ruanda, Senegal, Tanzania), in Asia (Bangladesh, Filippine), nelle Americhe (Colombia, Giamaica, Perù, Stati Uniti d'America) e in Oceania (Australia, Figi, Nuova Caledonia, Nuova Zelanda, Papua Nuova Guinea, Samoa, Isole Salomone, Tonga, Vanuatu, Wallis e Futuna); la sede generalizia è sulla via Cassia a Roma.
Al 31 dicembre 2008 la congregazione contava 512 religiose in 114 case.